# X-15 Lot 35
Lot 35 był lotem testowym rakietowego samolotu doświadczalnego North American X-15 przeprowadzonym przez NASA i Siły Powietrzne Stanów Zjednoczonych w dniu 30 marca 1961 roku. X-15 był pilotowany przez Josepha A. Walkera, który doleciał do wysokości 51,7 kilometra, przekraczając stratopauzę. W ten sposób Walker stał się pierwszym człowiekiem, który dotarł do mezosfery. Rekord wysokości utrzymał się przez około dwa tygodnie, aż do momentu, gdy Jurij Gagarin stał się pierwszym człowiekiem w kosmosie dzięki misji Wostok 1, która wystartowała 12 kwietnia 1961 roku. Lot zakończył się lądowaniem w bazie sił powietrznych Edwards.